# Delis–Kaplan Végrehajtó Funkció Rendszer
A Delis–Kaplan Végrehajtó Funkció Rendszer (Delis–Kaplan Executive Function System, D-KEFS) egy neuropszichológiai teszt számos verbális és nonverbális végrehajtó funkció mérésére gyermekekben és felnőttekben (8-89 éves korig). A 2001-ben publikált tesztcsomagot egy évtizeden keresztül fejlesztette Dean Delis, Edith Kaplan és Joel Kramer. A D-KEFS kilenc külön értékelendő altesztből áll. Mivel ezek önálló használatra lettek tervezve, nincsen összesített pontszáma a tesztnek. Többségük korábban létező tesztek módosított változata (pl. Trail Making Test), de vannak köztük új mérőeszközök is (pl. Word Context Test).

## Altesztek
A tesztcsomag a következőkből áll össze:
- A Trail Making Test a gondolkodás rugalmasságát méri egy vizuális-motoros feladaton
- A Verbal Fluency Test betű- és kategóriafluenciát és kategóriaváltást mér
- A Design Fluency Test méri a problémamegoldó képességet, vizuális minták generálásának fluenciáját, új minták rajzolásával kreativitást, párhuzamos feldolgozást minták rajzolásánál a feladat szabályainak és korlátozásainak megfigyelése közben, és a korábbi válaszok gátlását
- A Color-Word Interference Test egy automatikus és domináns verbális válasz gátlásának képességét méri
- A Sorting Test koncepcióformáló képességeket, modalitás-specifikus problémamegoldó képességeket (verbális és nonverbális) és a válogatás koncepcióinak absztrakt magyarázatának képességét mér
- A Twenty Questions Test méri az absztrakt, eldöntendő kérdések kategorizálásának és formálásának képességét, és a vizsgálatvezető visszajelzéseinek beépítését még eredményesebb eldöntendő kérdések alkotására
- A Word Context Test méri a verbális modalitást, több információrészlet integrálását, hipotézistesztelést és a gondolkodás rugalmasságát
- A Tower Test a késleltetett tervezést, szabálytanulást, impulzív és perszeveratív válaszok gátlását méri
- A Proverb Test az új, verbális absztrakciók formálását képességét méri

A 9 altesztből 16 fő teljesítmény pontszámot, továbbá több száz lehetséges hibát, kontrasztot, pontosságot és időintervallum pontokat lehet megállapítani, ezeknek elemzésében egy a teszthez tartozó segítőprogram áll rendelkezésre.
A tesztcsomagot reprezentatív mintán validálták. A D-KEFS-t számos kritika érte, mert az útmutatóban publikált reliabilitás értékeknek mindössze 17%-a a esett a 0.80-as érték fölé. Ez azonban nem feltétlenül ad okot aggodalomra, a végrehajtó funkciók mérésének természetét figyelembe véve. A D-KEFS egy egyén végrehajtó funkcióiról átfogó képet nyújtó teszt, és a feladatok bonyolultsága érzékennyé teszi enyhe agykárosodás kimutatására.

## Klinikai használat
A D-KFES a populáció változatos mintáinak klinikai vizsgálatára lett kifejlesztve. Különlegessége a frontális lebeny enyhe károsodásának észlelése. A D-KEFS továbbá segít annak a megállapításában, hogy a magasabb szintű gondolkodásban bekövetkező deficitek hogyan befolyásolhatják az egyén működését. Ezentúl az egyéni teljesítmény alapján ki is lehet fejleszteni stratégiákat és rehabilitációs programokat, melyek az egyén profiljának erősségeit és gyengeségeit használják ki. Iskolai használatra is alkalmas iskolapszichológus fölvételével, különösen más hagyományos intelligencia- vagy alap teljesítménytesztek kiegészítéseként. Számos különböző klinikai mintán volt használva a teszt, többek között: frontális lebeny lézió, ADHD, különleges tanulási zavarok, hangulatzavarok (pl. bipoláris zavar), autizmus spektrumzavarok, agysérülések és nyitott gerinc.

## Fordítás
Ez a szócikk részben vagy egészben  a   Delis–Kaplan Executive Function System című angol Wikipédia-szócikk ezen változatának fordításán alapul.  Az eredeti cikk szerkesztőit annak laptörténete sorolja fel. Ez a jelzés csupán a megfogalmazás eredetét és a szerzői jogokat jelzi, nem szolgál a cikkben szereplő információk forrásmegjelöléseként.